# Cristina Bujin
Cristina Ioana Bujin (Costanza, 12 aprile 1988) è una triplista rumena.

## Palmarès
| Anno | Manifestazione                | Sede           | Evento         | Risultato | Prestazione | Note |
| ---- | ----------------------------- | -------------- | -------------- | --------- | ----------- | ---- |
| 2003 | Mondiali allievi              | Sherbrooke     | Salto in lungo | 5ª        | 6,03 m      |      |
| 2004 | Mondiali juniores             | Grosseto       | Salto in lungo | 19ª (q)   | 5,47 m      |      |
| 2004 | Mondiali juniores             | Grosseto       | Salto triplo   | 10ª       | 12,95 m     |      |
| 2005 | Mondiali allievi              | Marrakech      | Salto triplo   | Bronzo    | 13,23 m     |      |
| 2005 | Europei juniores              | Kaunas         | Salto in lungo | 19ª (q)   | 5,73 m      |      |
| 2005 | Europei juniores              | Kaunas         | Salto triplo   | Argento   | 13,72 m     |      |
| 2005 | Campionati balcanici juniores | Katerini       | Salto triplo   | Argento   | 12,72 m     |      |
| 2006 | Campionati balcanici indoor   | Paiania        | Salto triplo   | Bronzo    | 13,46 m     |      |
| 2006 | Mondiali juniores             | Pechino        | Salto triplo   | 6ª        | 13,35 m     |      |
| 2007 | Europei indoor                | Birmingham     | Salto triplo   | 13ª (q)   | 13,31 m     |      |
| 2007 | Europei juniores              | Hengelo        | Salto triplo   | Bronzo    | 13,57 m     |      |
| 2008 | Mondiali indoor               | Valencia       | Salto triplo   | 14ª (q)   | 13,78 m     |      |
| 2009 | Campionati balcanici indoor   | Il Pireo       | Salto triplo   | Oro       | 14,03 m     |      |
| 2009 | Europei indoor                | Torino         | Salto triplo   | 10ª (q)   | 13,94 m     |      |
| 2009 | Europei under 23              | Kaunas         | Salto triplo   | Argento   | 14,26 m     |      |
| 2009 | Mondiali                      | Berlino        | Salto triplo   | 5ª        | 14,26 m     |      |
| 2011 | Europei indoor                | Parigi         | Salto triplo   | 5ª        | 14,19 m     |      |
| 2011 | Universiadi                   | Shenzhen       | Salto triplo   | Bronzo    | 14,21 m     |      |
| 2011 | Campionati balcanici          | Sliven         | Salto triplo   | Argento   | 14,13 m     |      |
| 2012 | Campionati balcanici indoor   | Istanbul       | Salto triplo   | Oro       | 14,04 m     |      |
| 2012 | Mondiali indoor               | Istanbul       | Salto triplo   | 15ª (q)   | 13.80 m     |      |
| 2012 | Europei                       | Helsinki       | Salto triplo   | 21ª (q)   | 13,34 m     |      |
| 2012 | Giochi olimpici               | Londra         | Salto triplo   | nm        | nm          |      |
| 2013 | Europei indoor                | Göteborg       | Salto triplo   | 15ª (q)   | 13,47 m     |      |
| 2014 | Campionati balcanici          | Pitești        | Salto triplo   | Oro       | 14,11 m     |      |
| 2014 | Europei                       | Zurigo         | Salto triplo   | 14ª (q)   | 13,61 m     |      |
| 2015 | Europei indoor                | Praga          | Salto triplo   | 6ª        | 13,91 m     |      |
| 2015 | Campionati balcanici          | Pitești        | Salto triplo   | Argento   | 13,64 m     |      |
| 2015 | Mondiali                      | Pechino        | Salto triplo   | 25ª (q)   | 13,21 m     |      |
| 2016 | Giochi olimpici               | Rio de Janeiro | Salto triplo   | 30ª (q)   | 13,38 m     |      |
| 2017 | Campionati balcanici indoor   | Belgrado       | Salto triplo   | Bronzo    | 13,84 m     |      |
| 2017 | Europei indoor                | Belgrado       | Salto triplo   | 15ª (q)   | 13,44 m     |      |
| 2017 | Giochi della Francofonia      | Abidjan        | Salto triplo   | Bronzo    | 13,20 m     |      |
| 2018 | Campionati balcanici indoor   | Istanbul       | Salto triplo   | 4ª        | 13,32 m     |      |
| 2019 | Campionati balcanici indoor   | Istanbul       | Salto triplo   | Argento   | 13,47 m     |      |